# Беляковец
 Тази статия е за селото в Област Велико Търново.  За селото в Северна Македония вижте Беляковце.  
Беляковец е село в Северна България. То се намира в община Велико Търново, област Велико Търново.

## Транспорт
От Велико Търново до Беляковец пътува автобусна линия №8, движеща се на интервал от 60 мин. Във Велико Търново №8 се движи по следния маршрут, като спира на всички спирки по пътя: Автогара Запад – бул. „Никола Габровски“ – Централен кооперативен пазар – бул. „България“ – бул. „Беляковско шосе“ (покрай ж.к. „Слънчев дом“) – Гробищен парк Велико Търново – Беляковец. С първи курс от Велико Търново/Беляковец в 06:20/06:50 и последен в 20:20/20:50. Разписанието се отнася за делнични, празнични и почивни дни.

## История
В землището на Беляковец е открит най-ранният град, причислен към късния палеолит. Той се простира на площ от 200 дка, с периоди на разцвет и отлив на население през ледниковата епоха. Множество каменни сечива и фрагменти от пособия с битово предназначение документират дълговечното обитаване на селището. В околните пещери са открити каменни оръжия и оръдия на труда от ранния палеолит.

## Население
Численост на населението според преброяванията през годините:
| \| Година на преброяване \| Численост \| \| --------------------- \| --------- \| \| 1934 \| 1629 \| \| 1946 \| 1656 \| \| 1956 \| 1496 \| \| 1965 \| 1249 \| \| 1975 \| 1274 \| \| 1985 \| 1066 \| \| 1992 \| 943 \| \| 2001 \| 931 \| \| 2011 \| 893 \| \| 2021 \| 864 \| |           |
| Година на преброяване | Численост |
| 1934 | 1629      |
| 1946 | 1656      |
| 1956 | 1496      |
| 1965 | 1249      |
| 1975 | 1274      |
| 1985 | 1066      |
| 1992 | 943       |
| 2001 | 931       |
| 2011 | 893       |
| 2021 | 864       |

### Етнически състав
Преброяване на населението през 2011 г.
Численост и дял на етническите групи според преброяването на населението през 2011 г.:
|                     | Численост | Дял (в %) |
| Общо                | 893       | 100.00    |
| Българи             | 505       | 56.55     |
| Турци               | 0         | 0.00      |
| Цигани              | 0         | 0.00      |
| Други               | 4         | 0.44      |
| Не се самоопределят | 0         | 0.00      |
| Неотговорили        | 384       | 43.00     |

## Културни и природни забележителности
Карстова местност, мраморизиран варовик с множество пещери в землището. В една от тях преди 1989 година е изграден стоманобетонен бункер, а от друга, намираща се на север в красивата котловина Раковец, извира река.
В землището на Беляковец при археологически разкопки е установено съществуването на селище от късния палеолит.

## Редовни събития
Сбор на Петковден – 27 октомври